# سن دالي
سن دالي (بالإنجليزية: Sun Daly)‏ هو لاعب كرة قاعدة أمريكي، ولد في 6 يناير 1865 في بورت هنري في الولايات المتحدة، وتوفي في 30 أبريل 1938 في ألباني في الولايات المتحدة.